# 굴화천 (범서)
굴화천(屈火川)은 울산광역시 울주군 범서읍 굴화리의 백천못에서 발원하여 대체로 북류하다가 울산광역시 울주군 범서읍의 태화강으로 흘러드는 강이다. 고연천의 지류인 굴화천과는 두 강 모두 울산광역시를 흐른다는 점만 같을 뿐, 직접적인 관계는 없다.